# Tom Florie
Thomas Florie, detto Tom (Harrison, 6 settembre 1897 – North Providence, 26 aprile 1966), è stato un calciatore statunitense, di ruolo attaccante.

## Biografia
Figlio di genitori immigrati italiani, Florie ha iniziato a giocare a calcio in giovane età, ed ha anche completato il servizio militare nella Marina durante la Prima guerra mondiale. Nel 1922 cominciò a giocare per l’Harrison FC, nell’American Soccer League, dove ha giocato solo 3 partite per giocare nell’American AA  nella West Hudson Amateur League.

## American Soccer League
Nel 1924 Florie tornò alla ASL quando firmò per il Providence FC . Si è rapidamente affermato come uno dei migliori giocatori della squadra e una delle migliori ali del campionato. Nel 1928, iniziò la stagione con il Providence, che allora si chiamava Gold Bugs, prima di passare ai New Bedford Whalers II. Successivamente è entrato a far parte del Fall River FC, ma la squadra ha giocato solo in primavera prima di fondersi con i New York Yankees e diventare New Bedford Whalers III . Nel 1932, i Whalers hanno battuto gli Stix, Baer e Fuller FC 8-5 nella finale della National Challenge Cup . Florie segna un gol in ciascuna delle due partite. Poi firma per i Pawtucket Rangers . Nel 1941, Florie vinse la sua seconda Open Cup quando il suo nuovo club Pawtucket FC batté il Detroit Chrysler 8-5, segnando un gol.

## Squadra Nazionale
Florie ha giocato 8 volte in nazionale e ha segnato 2 gol, tra il 1925 e il 1934. La sua prima presenza è stata nella sconfitta per 1-0 contro il Canada il 27 giugno 1925. Ha fatto la sua seconda selezione un anno dopo, in una vittoria per 6-2 sui Canadiens dove ha segnato Florie. Non fu selezionato per i Giochi Olimpici del 1928, ma prese parte alla Coppa del Mondo del 1930 . È stato nominato capitano della squadra degli Stati Uniti, che ha raggiunto le semifinali della competizione. La sua ultima selezione fu nell'eliminazione al primo turno contro l'Italia ai Mondiali del 1934.
Florie è stata presentato alla National Soccer Hall of Fame nel 1986.